# Sebestyén Éva
Sebestyén Éva (Sárospatak, 1927. július 4. – Szolnok, 2011. június 12.) Gobbi Hilda- és Aase-díjas magyar színésznő, a szolnoki Szigligeti Színház örökös tagja.

## Életpályája
Családjáról és pályájáról mesélte:

„…színészdinasztia tagja vagyok, a pályaválasztás hamar eldőlt. Anyám családja vidéki vándorszínházi társulattal járta az országot, én Sárospatakon születtem, mert akkor éppen ott léptek fel... Apám a Sebestyén-dinasztia tagja, meghatározó alakjai voltak a színésztársadalomnak. Egyik nagybátyám az Erkel Színház igazgatója volt, és a Budai Színkör is a nevéhez fűződik, másik nagybátyám Miskolci Nemzeti Színház nagynevű igazgatójaként dolgozott, a harmadik a Fővárosi Operettszínház, később a Vidám Színpad gazdasági igazgatójaként volt ismert. Egyik nagyapámat pedig Erdélyben táncos komikusként foglalkoztatták…Szekereken jártunk faluról falura, a nagymama volt az igazgató, a nagyapa a díszleteket és a jelmezeket készítette, egyik nagynéném a primadonna volt, a másik a szubrett, anyám jelentette a kórust a gyönyörű hangjával. Apám persze tiltani akart a színészettől, azt mondta, neki nagyon nehéz életet jelentett a színészet, attól félt, hogy színésznőként én is kiszolgáltatott leszek. De hát semmihez nem értettem, nem volt készségem semmihez, ezért nagy nehezen megengedte, hogy megpróbálkozzam a színészettel. Kislányként olykor én is színpadra léptem, emlékszem például a Budai Színkörben Bársony Rózsira, aki szép, hófehér nadrágkosztümben, girardi kalapban lépett fel, és mivel ott álltam az ügyelő mellett, ki akart vinni a tapsra, Fejes Teri pedig csokoládét vett nekem. Valószínű, hogy az Én és a kisöcsém mehetett akkor. Gertler Viktor filmszínésziskolájában kezdtem a tanulást, egy év múlva összeolvadt a színművészeti főiskolával. A felvételi bizottságban akkor diákok voltak, s azt mondták, nem kell színészgyerek, paraszt és munkás származású fiatalokat vártak inkább. Abba az osztályba járhattam volna, amelybe Horváth Teri, Szirtes Ádám, Soós Imre… Hacser Józsával jártam a színésziskolába, az ő férje volt Prókai István, a szolnoki színház igazgatója 1957-ben. Józsa a figyelmébe ajánlott, és rögtön leszerződtetett.”

Rózsahegyi Kálmán színiiskolájában végzett 1951-ben. 1951 és 1954 között az Ifjúsági Színház Stúdiójának tagja volt. 

„Az Ifjúsági Színházban kezdtem, ahol fiúszerepeket játszottam a Timur és csapatában, a Pál utcai fiúkban, s amikor megkaptam a diplomámat, mondták, jó lenne, ha vidékre mennék, hogy mesterségbeli tudást szerezzek. Akkoriban sok kezdő színésznek tanácsolták ugyanezt. Egerben kezdtem, 1957 óta pedig a szolnoki színház tagja vagyok…főszerepeket játszom,… maradtam Szolnokon, ahol nagyon szeretnek, bejöttem a színpadra és tapssal fogadtak. Ezt hagytam volna itt?”

1957-ben szerződött a szolnoki Szigligeti Színházhoz. A társulat örökös tagjai közé is megválasztották.

## Színpadi szerepei
A Színházi adattárban regisztrált bemutatóinak száma: 198; ugyanitt tizenegy színházi felvételen is látható.
| - Gergely Sándor: Vitézek és hősök....Julcsa - Friedrich Schiller: Stuart Mária....Hanna Kennedy - Friedrich Schiller: Ármány és szerelem....Millerné - Móricz Zsigmond: Nem élhetek muzsikaszó nélkül....Pepi - Lehár Ferenc: Luxemburg grófja....Fleury - Oscar Wilde: Bunbury....Fleury - Eisemann Mihály: Én és a kisöcsém....Vadász Frici - Kálmán Imre: Csárdáskirálynő....Cecília - Brandon Thomas: Charley nénje....Lady Astor - Michael André: Lulu....Ella - Ray Cooney: A miniszter félrelép....A szobaasszony - Heltai Jenő: A néma levente....Gianetta - Claude Magnier: Mona Marie mosolya....Carlierné - Fehér Klára: Csak egy telefon....Terike - Terrence McNally: Alul semmi....Molly Macgregor - Füst Milán: Catullus - Matuz: Pedrollo visszavág, avagy ha egy után jön a három....LaMamma - Lucifer show - Molnár Ferenc: A doktor úr....Marosiné, nevelőnő - Gyárfás Miklós: Dinasztia....Anna néni - Oscar Wilde: Hazudj igazat!....Lady Bracknell - Darvas Szilárd–Királyhegyi Pál: Lopni sem szabad....Dorothy - Görgey Gábor: Lilla és a kísértetek....Dorottya - Görgey Gábor–Lengyel Menyhért: Sancho Pansa királysága....Donna Debella - Oscar Straus: A csokoládékatona....Aurélia - L. Frank Baum: Óz, a nagy varázsló....Szomszédasszony, Gonosz boszorkány - Federico García Lorca: Yerma....Második öregasszony - Nyikolaj Vasziljevics Gogol: A revizor....Tanfelügyelő felesége - Schwajda György: Egércirkusz....Hapci, törpe - Federico García Lorca: Bernarda Alba háza....Prudencia - Carlo Collodi: Pinokkió....Macska - Tennessee Williams: Amíg összeszoknak....Mrs. McGillicuddy - Arisztophanész: Lüszisztraté....Lampitó - Szirmai Albert: A Glória kapitánya....Dorotea del Sol - Barta Lajos: Szerelem....Fuchsné - Emily Brontë: Üvöltő szelek....Szakácsnő - Hans Christian Andersen: Pacsuli palota....Dada - Szirmai Albert: Mágnás Miska....Nagymama - Horváth Péter: Kamarambo, a senki fia....Tanzánia asszony - Jaroslav Hašek: Az út avagy Svejk, a derék katona további kalandjai....Pejzlerka néni - Molière: Dandin György....Anyós - Jevgenyij Lvovics Svarc: Hókirálynő....Rablóvezérnő - Kacsóh Pongrác: János vitéz....Gonosz mostoha - Molnár Ferenc: Liliom....Hollunderné - William Somerset Maugham: Imádok férjhez menni....Mrs. Pogson - Eisemann Mihály: Zsákbamacska....Reinerné - Iszaak Oszipovics Dunajevszkij: Szabad szél....Súgó - Heltai Jenő: Naftalin....Kabóczáné - Örkény István: Sötét galamb....Balassáné - Pierre Barillet–Jean-Pierre Grédy: A kaktusz virága....Durandné | - Makszim Gorkij: Örökösök....Dunyasa - Dunai Ferenc: A nadrág....Csontosné - Csáth Géza: A Janika....Szakácsnő - Paul Schönthan–Franz Schönthan: A szabin nők elrablása....Rettegi Fridolinné - Tóth Ede: A falu rossza....Gonoszné - Jacobi Viktor: Leányvásár....Mrs. Sanderson - Feydeau: Osztrigás Mici....Valmonte hercegnő - Charles Dickens: Oliver....Mrs. Bedwin - Heinrich von Kleist: Az eltört korsó....Brigitta asszony - Jacobi Viktor: Sybill....A szüzek vezetője - Weöres Sándor: A kétfejű fenevad....Egy pécsi polgárasszony - Benedek Elek: Leánder és Lenszirom....Bölömbár kerálné - Fejes Endre: Rozsdatemető....Seresné - Huszka Jenő: Lili bárónő....Illésházy Agátha, grófnő - John Steinbeck: Lement a hold....Anni - Fazekas Mihály: Lúdas Matyi....Anyó - Nóti Károly: Nyitott ablak....Marcsa - Lillian Hellman: Kis rókák....Addie - Spiró György: Önkormányzati kabaré - Gábor Andor: Dollárpapa....Róthné - Lázár Ervin: A kisfiú meg az oroszlánok....Szilvia - Szigligeti Ede: Liliomfiék - Stanisław Ignacy Witkiewicz: Egy kis udvarház....Szakácsnő, Töklött Orsolya, kövér - Edward Bond: Balhé....Mary - Kálmán Imre: Az ördöglovas....Grace - John Kander–Fred Ebb: Chicago....Mary Sunshine - Kálmán Imre: Marica grófnő....Guddenstein Chlumetz Cecília hercegnő - Molnár Ferenc: Az üvegcipő....Roticsné - Schwajda György: Rákóczi tér....Matildka - Johann Strauss: Mesél a bécsi erdő....Máli - Ábrahám Pál: Viktória....Mrs.Axelblom - Szüle Mihály: Egy bolond százat csinál....Betty - Eisemann Mihály–Szilágyi László: Én és a kisöcsém....Vadász Frici - Gyárfás Miklós: Egérút....Orbók Istvánné - Arthur Miller: A salemi boszorkányok....Tituba - Örkény István: Macskajáték....Cs. Bruckner Adelaida - Bertolt Brecht: A szecsuáni jólélek....Szőnyegkereskedő felesége - Kertész Imre: Bekopog a szerelem....Piroska néni - Edmond Rostand: Cyrano de Bergerac....Liza - Szántó Armand–Szécsén Mihály: Csendes liliom....Takács Teri - Zerkovitz Béla: Csókos asszony....Hunyadiné - Gyárfás Miklós: Férfiaknak tilos....Franciska - Szinetár György: Fogad 3-5-ig....Baracskáné - Carlo Goldoni: A fogadósné....Ortensia, színésznő - Huszka Jenő: Gül Baba....Zulejka - Gárdonyi Géza: Ida regénye....Panni - Kállai István: Az igazság házhoz jön....Az anya - Pavel Kohout: Ilyen nagy szerelem....Majka - Lope de Vega: A kertész kutyája....Anarda - Hans Pfeiffer: Lampionok ünnepe....Yuki - Szigligeti Ede: Liliomfi....Szomszédasszony |

## Filmjei
- Első fecskék (1952)
- Vakvilágban (1987)
- A csalás gyönyöre (1992)